# Khlong

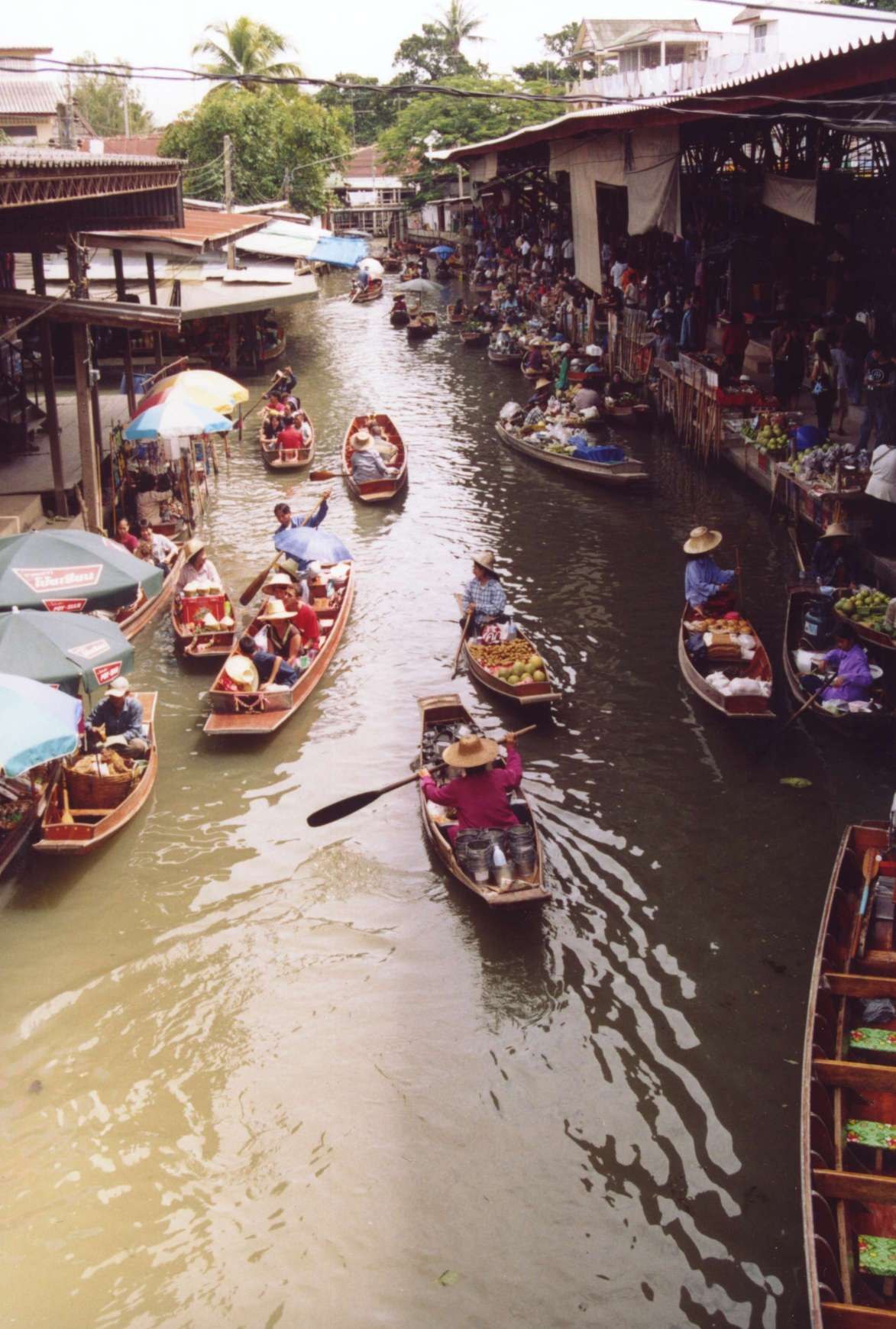
Een khlong gebruikt als floating market (drijvende markt)

Een khlong (ook vaak gespeld als klong; Thai: คลอง) is een term voor een kanaal in Centraal-Thailand. Deze kanalen zijn voortgekomen uit de rivieren de Chao Phraya, de Tha Chin en de Mae Klong en al hun zijrivieren. Het Thaise woord khlong beperkt zich niet tot kunstmatige kanalen, ook vele kleine rivieren worden aangeduid als khlong gevolgd door de naam van de rivier.
De Thaise hoofdstad Bangkok heeft heel veel khlongs en kreeg daardoor de naam "Venetië van het Oosten". De khlongs worden gebruikt voor transport en drijvende markten, maar ook voor afvalwater. Vandaag de dag zijn de meeste van de khlongs al gedempt en bestraat, hoewel aan de Thonburizijde van Bangkok (gebieden ten westen van de Chao Phraya), nog enkele grote khlongs stromen.